# Fontaine (Isère)
Fontaine – miejscowość i gmina we Francji, w regionie Owernia-Rodan-Alpy, w departamencie Isère.
Według danych na rok 1990 gminę zamieszkiwały 22 853 osoby, a gęstość zaludnienia wynosiła 3391 osób/km² (wśród 2880 gmin regionu Rodan-Alpy Fontaine plasuje się na 31. miejscu pod względem liczby ludności, natomiast pod względem powierzchni na miejscu 1379.).

## Miasta partnerskie
- Schmalkalden, Niemcy
- Sommatino, Włochy
- Alpignano, Włochy